# Эвен Паросский
Эве́н Паро́сский, Евен Паросский (др.-греч. Εὔηνος, Εὐηνός; расцвет ок. 399 г. до н. э.) — древнегреческий поэт, софист и теоретик ораторского искусства.
Упоминается неоднократно в диалогах Платона (Apol. 20a-b, Phaid. 60d-61c, Phaidr. 267a) как профессиональный поэт, теоретик ораторского искусства и высокооплачиваемый учитель-софист. Платон называет его изобретателем риторических приёмов — косвенного порицания (παράψογος) и косвенной похвалы (παρέπαινος). Его также упоминает Аристотель в «Никомаховой этике» (7.10.1152a32). Эратосфен упоминает о двух элегических поэтах с Пароса по имени Эвен, из которых «знаменит только младший» (FGrH 241 F3).
Квинтилиан (Inst. orat. I,10.17) ссылается на его (несохранившийся) труд, в котором Эвен Паросский (как и Архит Тарентский) считал изучение грамматики делом мусической науки (в классической античности μουσικός занимался не только музыкой, но и текстологией, которая ныне входит в сферу научной деятельности лингвиста).
Творения Эвена сохранились во фрагментах — это морализующие стихи, написанные элегическим дистихом. 10 эпиграмм под именем Эвена сохранились в Палатинской Антологии (IX.62, IX.75, IX.122, IX.251, IX.602, IX.717, XI.49, XII.172, XVI.165-166). Эти эпиграммы иногда причисляют также к творениям Эвена Паросского, но часть их принадлежит одноимённому поэту из круга («венца») поэта-эпиграммиста Филиппа Солунского (ок. 40 г. н. э.).

## Издания и литература
- Iambi et elegi Graeci, ed. M.L. West. Vol. 2. Oxford: Clarendon Press, 1972.
- Nails D. The people of Plato: a prosopography of Plato and other Socratics Indianapolis, IN : Hackett Pub., 2002.